# Hrabstwo Cape Girardeau
Hrabstwo Cape Girardeau (ang. Cape Girardeau County) – hrabstwo w stanie Missouri w Stanach Zjednoczonych. Obszar całkowity hrabstwa obejmuje powierzchnię 586,29 mil2 (1 519 km²). Według danych z 2010 r. hrabstwo miało 75 674 mieszkańców. Hrabstwo powstało 1 października 1812 roku, a jego nazwa została utrwalona w czasach hiszpańskiego panowania na tych ziemiach i pochodzi od nazwiska Jean Baptiste de Girardot – francuskiego oficera, który założył posterunek handlowy w miejscu dzisiejszego miasta Cape Girardeau.

## Sąsiednie hrabstwa
- Hrabstwo Union (Illinois) (północny wschód)
- Hrabstwo Alexander (Illinois) (wschód)
- Hrabstwo Scott (południowy wschód)
- Hrabstwo Stoddard (południe)
- Hrabstwo Bollinger (zachód)
- Hrabstwo Perry (północny zachód)

## Miasta
- Cape Girardeau
- Delta
- Jackson

## Wioski
- Allenville
- Dutchtown
- Gordonville
- Oak Ridge
- Old Appleton
- Pocahontas
- Whitewater